# Heorhiivka, Sînelnîkove
Heorhiivka (în ucraineană Георгіївка) este un sat în comuna Raiivka din raionul Sînelnîkove, regiunea Dnipropetrovsk, Ucraina.

## Demografie
Componența lingvistică a localității Heorhiivka
     Ucraineană (93,3%)
     Rusă (6,7%)
Conform recensământului din 2001, majoritatea populației localității Heorhiivka era vorbitoare de ucraineană (93,3%), existând în minoritate și vorbitori de rusă (6,7%).